# Elmos Semiconductor

Ehemaliges Logo

Die Elmos Semiconductor SE ist ein fabless Halbleiterhersteller mit Hauptsitz in Leverkusen. Das 1984 gegründete Unternehmen ist seit 1999 börsennotiert.
Spezialgebiet der Elmos SE sind vollintegrierte Mixed-Signal-Lösungen (ASICs), die vor allem in der Automobilindustrie Verwendung finden.
Elmos gibt an, dass im Schnitt sieben seiner integrierten Schaltungen in jedem weltweit verkauften Neuwagen zu finden seien. Zu den Kunden gehört zum Beispiel Audi.

## Aktien
Das Unternehmen ist börsennotiert, seine Aktien werden im Prime Standard an der Börse Frankfurt unter dem Kürzel ELG gehandelt.

### Aktionärsstruktur
(Stand: Januar 2025)
- Weyer Beteiligungsgesellschaft mbH und verbundene Parteien – 22,9 %
- Jumakos Beteiligungsgesellschaft mbH – 17,04 %
- ZOE-VVG GmbH und verbundene Parteien – 16,29 %
- Eigene Aktien – 3,11 %
- Streubesitz – 40,66 %

## Geschichte
Elmos wurde 1984 mit Sitz in Dortmund gegründet und ist seit 1999 börsennotiert.
2019 wurde das Tochterunternehmen SMI Silicon Microstructures, das in Kalifornien Drucksensoren produzierte, an Measurement Specialties, ein Tochterunternehmen der Schweizer TE Connectivity, veräußert.
Am 1. Juli 2020 wurde das Unternehmen von einer Aktiengesellschaft in eine europäische Aktiengesellschaft umgewandelt.
Im Januar 2021 gab Elmos bekannt, den Entwicklungsdienstleister Online Engineering zu übernehmen. Der Dienstleister entwickelt Hard- und Software-Komponenten für elektrische Antriebe.
Im Dezember 2021 vereinbarte Elmos den vollständigen Verkauf der Waferherstellung in Dortmund an die schwedische MEMS-Foundry Silex Microsystems. Silex ist ein Tochterunternehmen des chinesischen Konzerns Sai Microelectronics (ehemals Navtech). Am 27. Oktober 2022 berichtete das Handelsblatt, dass das Bundeswirtschaftsministerium ein Investitionsprüfverfahren nach Außenwirtschaftsgesetz durchführe. Das Bundesamt für Verfassungsschutz habe empfohlen, diese Übernahme nicht zu genehmigen, obwohl die Bundesregierung dazu neige, sie zu genehmigen. Am 9. November 2022 untersagte das Bundeskabinett den Verkauf.
Mit dem US-Unternehmen Littelfuse wurde im Juni 2023 ein neuer Käufer für die Wafer-Produktion gefunden. Im Dezember 2024 wurde der Verkauf abgeschlossen. Seitdem ist Elmos eine fabless Halbleiterhersteller. Anschließend wurde der Hauptsitz des Unternehmens von Dortmund nach Leverkusen verlegt.

## Kennzahlen
Nachdem der Umsatz im Jahr 2009 auf 124 Millionen Euro bei negativem Ergebnis eingebrochen war, erholte sich das Unternehmen in den Folgejahren. Von der Chipkrise, die insbesondere die Automobilindustrie im Jahr 2021 traf, konnte Elmos Semiconductor maßgeblich profitieren und steigerte den Umsatz deutlich. Im Jahr 2023 betrug der Umsatz 575 Millionen Euro.